# Adam Somner
Adam Somner (* um 1967 in London; † 27. November 2024) war ein Regieassistent und Filmproduzent.
Über seinen Vater Basil Somner (1929–1996), der in England für Metro-Goldwyn-Mayer arbeitete, erhielt Somner eine erste Anstellung im Filmgeschäft, als er 17 Jahre alt war. Ab Mitte der 1980er Jahre war er zunächst als Production Runner an verschiedenen Filmproduktionen beteiligt. Am Ende des Jahrzehnts wandte er sich der Arbeit als Regieassistent zu und stieg schließlich zum Ersten Regieassistenten auf. Regisseure, mit denen er mehrfach zusammenarbeitete, sind Ridley Scott (acht Filme) und Tony Scott sowie Steven Spielberg (zwölf Filme). Hinzu kommt Paul Thomas Anderson seit There Will Be Blood. Somners Schaffen auf diesem Gebiet umfasst mehr als 70 Produktionen.
Ab 2010, beginnend mit Unstoppable – Außer Kontrolle, war er auch im Bereich der Filmproduktion tätig, bis 2021 vor allem als Co- oder Ausführender Produzent. Für Licorice Pizza aus dem Jahr 2021 war er erstmals als Produzent aktiv und wurde hierfür gemeinsam mit Sara Murphy und Paul Thomas Anderson für den Oscar in der Kategorie Bester Film nominiert. Hinzu kam eine Nominierung bei den British Academy Film Awards 2022.
Somner war auch als Produzent an Steve McQueens Historienfilm Blitz (2024) beteiligt.
Somner starb im Alter von 57 Jahren an den Folgen einer Schildrüsenkrebserkrankung.